# Saison 5 de Marvel : Les Agents du SHIELD
Chronologie
Saison 4 Saison 6
La cinquième saison de Marvel : Les Agents du SHIELD (Marvel's Agents of SHIELD), série télévisée américaine, est constituée de vingt-deux épisodes diffusée du 1er décembre 2017 au 18 mai 2018 sur ABC, aux États-Unis.

## Synopsis
Après s'être fait arrêter par les autorités pour les événements liés à AIDA et à la Charpente, l'équipe du SHIELD se fait avaler par un monolithe blanc qui les fait voyager dans le temps : ils se retrouvent en 2091 dans une station spatiale dirigée par les Krees, alors que la Terre a été détruite. Ils vont devoir découvrir comment retourner dans leur époque, tout en aidant les derniers humains et inhumains opprimés par Kasius et Sinara, les deux Krees aux commandes de la station.
Une fois de retour dans notre époque, le SHIELD devra affronter la Générale Hale (la dernière tête d'HYDRA) et sa fille Ruby (une humaine avec des capacités physiques hors du commun) afin d'empêcher la destruction du monde.

## Distribution

### Acteurs principaux
- Clark Gregg (VF : Jean-Pol Brissart) : Phil Coulson
- Ming-Na (VF : Yumi Fujimori) : Melinda May
- Chloe Bennet (VF : Victoria Grosbois) : Daisy Johnson / Quake
- Iain De Caestecker (VF : Arnaud Laurent) : Dr Leopold « Leo » Fitz (épisodes 1 et 5) / le Docteur (à partir de l'épisode 4)
- Elizabeth Henstridge (VF : Cindy Tempez) : Dr Jemma Simmons
- Henry Simmons (en) (VF : Jean-Paul Pitolin) : Alphonso « Mack » MacKenzie
- Natalia Cordova-Buckley (VF : Ethel Houbiers) : Elena « Yo-Yo » Rodriguez
- Adrian Pasdar (VF : Pierre-François Pistorio) : Général Glenn Talbot / Graviton

### Acteurs récurrents
- Jeff Ward (en) (VF : Thomas Roditi) : Deke Shaw (20 épisodes)
- Catherine Dent (VF : Anne Rondeleux) : Générale Hale (10 épisodes)
- Dominic Rains (VF : Anatole de Bodinat) : Kasius (8 épisodes)
- Joel Stoffer (en) (VF : Patrick Osmond) : Enoch (7 épisodes)
- Florence Faivre (VF : Isabelle Auvray) : Sinara (7 épisodes)
- Maximilian Osinski (VF : Jérémy Bardeau) : Agent Davis (7 épisodes)
- Lexy Kolker et Willow Hale : Robin Hinton (7 épisodes)
- Dove Cameron (VF : Angèle Humeau) : Ruby Hale[4] (6 épisodes)
- Brian Patrick Wade (VF : Jean-Alain Velardo) : Carl Creel / l'Homme-Absorbant (6 épisodes)
- Peter Mensah (VF : Bernard Métraux) : Qovas (6 épisodes)
- Briana Venskus (VF : Ludivine Maffren) : Agent Piper (6 épisodes)
- Coy Stewart (VF : Benjamin Bollen) : Flint (5 épisodes)
- Ian Hart (VF : Patrice Dozier) : Dr Franklin Hall (5 épisodes)
- Lola Glaudini (VF : Julie Dumas) : Polly Hinton (5 épisodes)
- Eve Harlow (VF : Juliette Navis) : Tess (5 épisodes)
- Shontae Saldana : Candice Lee (5 épisodes)
- Spencer Treat Clark (VF : Benjamin Gasquet) : Werner von Strucker (4 épisodes)
- Pruitt Taylor Vince (VF : Paul Borne) : Grill (4 épisodes)
- Nick Blood (VF : Nessym Guetat) : Lance Hunter (4 épisode)

### Invités
- Rya Kihlstedt (VF : Juliette Degenne) : Lady Basha (épisodes 3 et 4)
- Patrick Warburton (VF : Emmanuel Jacomy) : Rick Stoner (épisodes 11 et 19)
- J. August Richards (VF : Jean-Baptiste Anoumon) : Deathlok (épisode 12)
- Zach McGowan (VF : Boris Rehlinger) : Anton Ivanov / le Supérieur (épisodes 14, 16 et 17)
- Reed Diamond (VF : Guy Chapellier) : Daniel Whitehall (épisode 15)
- Adam Faison : Jasper Sitwell adolescent (épisode 15)
- Joey Defore : Wolfgang von Strucker adolescent (épisode 15)
- Ruth Negga (VF : Nathalie Karsenti) : Raina (épisode 16)
- David Conrad (VF : Alexis Victor) : Ian Quinn (épisode 16, 17 et 21)

## Production

### Développement
Le 11 mai 2017, la série a été renouvelée pour une cinquième saison.

### Casting
En septembre 2017, l'acteur Nick Blood est annoncé pour reprendre son rôle de l'agent Lance Hunter au cours de la cinquième saison,.
En octobre 2017, l'actrice Natalia Cordova-Buckley qui incarne le personnage d'Elena « Yo-Yo » Rodriguez depuis la troisième saison, obtient le statut d'actrice principale à partir de la cinquième saison,.
En 2017, Jeff Ward, Eve Harlow, Coy Stewart et Pruitt Taylor Vince ont obtenu un rôle récurrent au cours de cette saison.

### Diffusions
Aux États-Unis, la série a été diffusée en simultané sur les réseaux ABC et CTV, au Canada, du 1er décembre 2017 au 18 mai 2018.

## Liste des épisodes

### Épisode 1:Le Nouveau Monde, première partie
- États-Unis /  Canada : 1er décembre 2017 sur ABC[3] / CTV
- France : 
  - 1er octobre 2018 sur Sérieclub
  - 9 juillet 2019 sur 6ter
- Belgique : 9 novembre 2018 sur BeTV

- États-Unis : 2,54 millions de téléspectateurs[11] (première diffusion)
- Canada : 889 000 téléspectateurs[12] (première diffusion + différé 7 jours)

- Jeff Ward (en) (Deke Shaw)
- Joel Stoffer (en) (Enoch)
- Deniz Akdeniz (Virgil)
- Peter A. Hulne (Jerry)
- Nathin Butler (Jones)
- Derek Mears (Capitaine Kree)
- Jordan Preston (Chauffeur)
- John Wusah (Jeune soldat)

L'équipe est enlevée par un mystérieux commando dirigé par un homme revêtu d'une peau humaine. Mis en présence d'un étrange monolithe, ils sont tous téléportés sur une station spatiale à l'exception de Fitz.
Un dénommé Virgil les accueille mais avant d'avoir pu leur expliquer les raisons de leur présence en ce lieu, il est tué par un dangereux monstre que Daisy éliminera. Peu de temps après, ils sont capturés par des Kree qui ont l'air de gérer la station. May, séparée des autres, est secourue par Deke, un mercenaire engagé par Virgil. Ensemble, ils libèrent les autres. Daisy file rapidement secourir Yo-yo et Mack, torturés ailleurs, tandis que May et Simmons prennent une navette spatiale. 

### Épisode 2:Le Nouveau Monde, deuxième partie
- États-Unis /  Canada : 1er décembre 2017 sur ABC[3] / CTV
- France : 
  - 1er octobre 2018 sur Série Club
  - 9 juillet 2019 sur 6ter
- Belgique : 9 novembre 2018 sur BeTV

- États-Unis : 2,54 millions de téléspectateurs[11] (première diffusion)
- Canada : 889 000 téléspectateurs[12] (première diffusion + différé 7 jours)

- James Babson (Holt)
- Eve Harlow (Tess)
- Florence Faivre (Sinara)
- Tunisha Hubbard (Ava)
- Jay Hunter (Commandant Kree)
- Jeff Ward (en) (Deke Shaw)
- Kaleti Williams (Zev)
- Paul Duna (Reese)
- Wes Armstrong (Rick)
- Dominic Rains (Kasius)

Sur la station, les agents du SHIELD cherchent des réponses à leur présence en ces lieux. Coulson part pour la cabine de Virgil tandis que les autres cherchent à voler une tablette Kree grâce aux talents de voleuse de Yo-yo.
Après avoir sauvé un esclave humain, Jemma est emmenée auprès de Kasius, le chef des Kree, qui la choisit pour sa suite. Il la dote d'un dispositif qui la rend sourde sauf à sa voix.
En suivant Deke, Daisy découvre un bar clandestin que ce dernier a construit à partir de la Charpente, qu'il a en partie reconstitué comme une drogue pour la population. Il informe Daisy qu'elle est responsable de la destruction de la Terre.

### Épisode 3:Secteur 616
- États-Unis /  Canada : 8 décembre 2017 sur ABC / CTV
- France : 1er octobre 2018 sur Série Club
- Belgique : 16 novembre 2018 sur BeTV

- États-Unis : 1,93 million de téléspectateurs[13] (première diffusion)

- Jeff Ward (en) (Deke Shaw)
- Eve Harlow (Tess)
- Pruitt Taylor Vince (Grill)
- Tunisha Hubbard (Ava)
- Dominic Rains (Kasius)
- Kaleti Williams (Zev)
- Florence Faivre (Sinara)
- Coy Stewart (Flint)
- Max E. Williams (Tye)
- Rya Kihlstedt (Basha)
- Ciara Bravo (Abby)
- Doug Simpson (L'Émissaire)

Coulson et l'équipe veulent découvrir pourquoi Virgil les a fait venir du passé et cherchent donc à décrypter ses documents secrets mais Grill, le trafiquant, se méfie d'eux et envoie un de ses hommes les espionner.
Durant une expédition spatiale, Coulson, May, Mack et Tess réalisent que Virgil captait une transmission radio venant apparemment de la surface de la Terre mais sont surpris par l'homme de Grill ; ils l'assomment et l'enferment dans la cale. Tess veut le tuer mais les autres refusent. Grill est informé par son homme de l'action des autres mais Yo-yo cache une arme sur lui et il est discrédité puis exilé sur la surface de la Terre pour mourir.
Elena cherche une occasion pour aider Daisy à libérer Simmons, toujours sous l'emprise de Kasius et contrainte[pas clair] d'aider une Inhumaine, Abby, à contrôler son pouvoir pour une cérémonie en l'honneur de Lady Basha, une aristocrate qui achète régulièrement des Inhumains à Kasius. Jemma parvient à l'aider mais elle découvre que la cérémonie consiste en un combat contre un des champions de Lady Basha. Puis, après la victoire de la petite, elle se rend compte, horrifiée, que Kasius vend Abby à Lady Basha.

### Épisode 4:Reproduction
- États-Unis /  Canada : 15 décembre 2017 sur ABC / CTV
- France : 1er octobre 2018 sur Série Club
- Belgique : 16 novembre 2018 sur BeTV

- États-Unis : 1,84 million de téléspectateurs[14] (première diffusion)
- Canada : 850 000 téléspectateurs[15] (première diffusion + différé 7 jours)

- Jeff Ward (en) (Deke Shaw)
- Dominic Rains (Kasius)
- Florence Faivre (Sinara)
- Rya Kihlstedt (Basha)
- Myko Olivier (Ben)
- James Harvey Ward (Gunner)
- Pruitt Taylor Vince (Grill)
- Max E. Williams (Tye)
- Tunisha Hubbard (Ava)
- Mark Rhino Smith (Chef des marchands)
- Torrance Jordan (Commandant Kree)

Daisy découvre à son tour le sort réservé aux Inhumains par Kasius grâce à Ben, un Inhumain ayant la capacité de lire dans les esprits, mais l'arrivée de la Destructrice de mondes laisse songeur le Kree qui craint que la prophétie humaine du retour du SHIELD ne soit vraie. Il confronte donc les histoires de Jemma et Daisy pour vérifier si d'autres voyageurs du temps ne se cachent pas sur la station. Ben parvient à les couvrir grâce à ses pouvoirs, et apprend que le Kree, une fois qu'il aura réalisé suffisamment de profits notamment grâce à la grande renommée de Quake, détruira la station et toute sa population humaine.
Coulson et May veulent retrouver Daisy et décident de fouiller un étage interdit aux humains. Deke accepte de les aider après avoir reconnu la voix de son père sur la transmission venant de la Terre. Arrivés sur place, ils se rendent compte que Kasius crée des humains artificiellement et régule ainsi la population. May découvre que Deke leur a menti sur la situation de Daisy mais Sinara intervient, forçant Coulson et Deke à fuir. May tente de combattre seule la Kree, mais elle est vaincue et emprisonnée.
Mack est recruté par Grill comme encaisseur de dettes ; aidé de Yo-yo, il fait face aux répercussions de la mort de son enfant.

### Épisode 5:Le Voyageur
- États-Unis /  Canada : 22 décembre 2017 sur ABC / CTV
- France : 8 octobre 2018 sur Série Club
- Belgique : 23 novembre 2018 sur BeTV

- États-Unis : 2,40 millions de téléspectateurs[16] (première diffusion)
- Canada : 875 000 téléspectateurs[17] (première diffusion + différé 7 jours)

- Nick Blood (Lance Hunter)
- Zibby Allen (Lieutenant Evans)
- Joe Layton (Lieutenant Lucas)
- Anthony Bless (Policier militaire)
- Catherine Dent (Générale Hale)
- Lola Glaudini (Polly Hinton)
- Lexy Kolker (Robin Hinton)
- Joel Stoffer (en) (Enoch)
- Asante Jones (Brookton)
- Delpaneaux Wills (Médecin légiste)
- Peter Jang (Garde du hangar #1)
- Seth Austin (Garde du hangar #2)

### Épisode 6:La Demande
- États-Unis /  Canada : 5 janvier 2018 sur ABC / CTV
- France : 8 octobre 2018 sur Série Club
- Belgique : 23 novembre 2018 sur BeTV

- États-Unis : 2,49 millions de téléspectateurs[18] (première diffusion)

- Eve Harlow (Tess)
- Dominic Rains (Kasius)
- Florence Faivre (Sinara)
- Joel Stoffer (en) (Enoch)
- Coy Stewart (Flint)
- Pruitt Taylor Vince (Grill)
- Tunisha Hubbard (Ava)
- Erika Ervin (Lady Karaba)
- Patrick Fabian (Gaius Ponarian)
- Myko Olivier (Ben)
- Jay Hunter (Commandant Kree)
- Tim Sitarz (Soldat Kree)
- Isaac C. Singleton Jr. (Le Vicaire)
- Samuel Roukin (Faulnak)
- Michele Tobin (Gretchen)
- Remington Hoffman (Maston-Dar)

Kasius organise son grand tournoi pour vendre ses meilleurs Inhumains, l'occasion qu'il attendait pour quitter la station humaine. Parmi les invités se trouve Fitz, auréolé d'une réputation de tueur impitoyable construite par Enoch et décidé à sauver ses amis. Pour le tournoi qui s'annonce, Kasius force des adolescents à traverser la tératogénèse, les conduisant à une mort certaine que Yo-Yo veut empêcher.
Flint, un jeune homme, est moissonné et se révèle Inhumain. Yo-Yo le sauve mais Grill découvre sa vraie nature. Flint le tue à l'aide de son nouveau pouvoir. Mais le sauvetage de Flint coûte la vie à Tess, les Kree étant à sa recherche.
Durant le tournoi, Daisy affronte Sinara et la vainc. Elle en profite pour s'évader avec Fitz et Simmons.

### Épisode 7:La Traque
- États-Unis /  Canada : 12 janvier 2018 sur ABC / CTV
- France : 8 octobre 2018 sur Série Club
- Belgique : 30 novembre 2018 sur BeTV

- États-Unis : 2,31 millions de téléspectateurs[19] (première diffusion)

- Jeff Ward (en) (Deke Shaw)
- Dominic Rains (Kasius)
- Florence Faivre (Sinara)
- Joel Stoffer (en) (Enoch)
- Coy Stewart (Flint)
- Tunisha Hubbard (Ava)
- Willow Hale (Robin Hinton)
- Jay Hunter (Commandant de la Garde)
- Isaac C. Singleton Jr. (Le Vicaire)
- Samuel Roukin (Faulnak)
- Remington Hoffman (Maston-Dar)
- Shon Lange (Garde Kree)

Fitz, Simmons et Daisy sont en fuite. Kasius veut se charger de les récupérer mais Faulnak, son frère venu pour la vente, tient à envoyer son meilleur homme. Coulson, Elena et Mack cherchent à cacher Flint, le jeune Inhumain, tout en cherchant un moyen de retourner sur ce qu'il reste de la Terre. Au sol, May retrouve Enoch et les dangers environnants.
Sinara traque également les fuyards et assassine le traqueur de Faulnak tandis que Flint poignarde l'assassin de Tess. 
L'équipe du SHIELD se retrouve au complet mais Yo-Yo et Mack choisissent de rester sur la station afin d'aider Flint dans sa lutte contre les Kree. Les autres, aidés de Deke, prennent la navette en direction de la Terre. 

### Épisode 8:Le Dernier Jour
- États-Unis /  Canada : 19 janvier 2018 sur ABC / CTV
- France : 15 octobre 2018 sur Série Club
- Belgique : 30 novembre 2018 sur BeTV

- États-Unis : 2,41 millions de téléspectateurs[20] (première diffusion)
- Canada : 1,055 million de téléspectateurs[21] (première diffusion + différé 7 jours)

- Jeff Ward (en) (Deke Shaw)
- Dominic Rains (Kasius)
- Florence Faivre (Sinara)
- Joel Stoffer (en) (Enoch)
- Coy Stewart (Flint)
- Michael McGrady (Samuel Voss)
- Tunisha Hubbard (Ava)
- Willow Hale (Robin Hinton)
- Ava Kolker (Robin (age 12))
- Lexy Kolker (Robin (age 7))
- Jamal Akakpo (Agent des communications)
- Michele Tobin (Gretchen)
- Dusty Sorg (Mouse)
- Luke Massy (Hek-Sel)
- McKay Stewart (Roughneck)

### Épisode 9:Retour de flamme
- États-Unis /  Canada : 26 janvier 2018 sur ABC / CTV
- France : 15 octobre 2018 sur Série Club
- Belgique : 7 décembre 2018 sur BeTV

- États-Unis : 2,27 millions de téléspectateurs[22] (première diffusion)
- Canada : 934 000 téléspectateurs[23] (première diffusion + différé 7 jours)

- Jeff Ward (en) (Deke Shaw)
- Eve Harlow (Tess)
- Dominic Rains (Kasius)
- Florence Faivre (Sinara)
- Joel Stoffer (en) (Enoch)
- Coy Stewart (Flint)
- Michael McGrady (Samuel Voss)
- James Harvey Ward (Gunner)
- Tunisha Hubbard (Ava)
- Luke Massy (Hek-Sel)
- Graham Outerbridge (Doyle)

### Épisode 10:Le Départ
- États-Unis /  Canada : 2 février 2018 sur ABC / CTV
- France : 22 octobre 2018 sur Série Club
- Belgique : 7 décembre 2018 sur BeTV

- États-Unis : 2,22 millions de téléspectateurs[24] (première diffusion)

- Jeff Ward (en) (Deke Shaw)
- Eve Harlow (Tess)
- Dominic Rains (Kasius)
- Florence Faivre (Sinara)
- Joel Stoffer (en) (Enoch)
- Max E. Williams (Tye)
- Coy Stewart (Flint)
- Tunisha Hubbard (Ava)
- Ryan R. Moos (Docteur Kree)
- Luke Massy (Hek-Sel)
- Jay Hunter (Commandant Kree)

### Épisode 11:Retour vers le passé
- États-Unis /  Canada : 2 mars 2018 sur ABC / CTV
- France : 22 octobre 2018 sur Série Club
- Belgique : 14 décembre 2018 sur BeTV

- États-Unis : 1,903 million de téléspectateurs[25] (première diffusion)

- Jeff Ward (en) (Deke Shaw)
- Catherine Dent (Générale Hale)
- Dove Cameron (Ruby Hale)
- Brian Patrick Wade (Carl Creel / l'Homme-Absorbant)
- Briana Venskus (Agent Piper)
- Shontae Saldana (Candice Lee)
- Antonio Aaron (Officier Kennedy)
- Stewart Skelton (Chef Wellins)
- Patrick Warburton (General Rick Stoner)
- Joel David Moore (Noah)
- Josh Fingerhut (Mike)
- Amy Tolsky (Femme au chien)

### Épisode 12:L'Union
- États-Unis /  Canada : 9 mars 2018 sur ABC / CTV
- France : 29 octobre 2018 sur Série Club
- Belgique : 14 décembre 2018 sur BeTV

- États-Unis : 2,043 millions de téléspectateurs[26] (première diffusion)

- J. August Richards (Mike Peterson / Deathlok)
- Jeff Ward (en) (Deke Shaw)
- Catherine Dent (Générale Hale)
- Maximilian Osinski (Agent Davis)
- Stewart Skelton (Chef Wellins)
- Shontae Saldana (Candice Lee)

### Épisode 13:Le Principia
- États-Unis /  Canada : 16 mars 2018 sur ABC / CTV
- France : 29 octobre 2018 sur Série Club
- Belgique : 21 décembre 2018 sur BeTV

- États-Unis : 2,073 millions de téléspectateurs[27] (première diffusion)

- Jeff Ward (en) (Deke Shaw)
- Catherine Dent (Générale Hale)
- Dove Cameron (Ruby Hale)
- Spencer Treat Clark (Werner Von Strucker)
- Jake Busey (Tony Caine)
- Brian Patrick Wade (Carl Creel)
- Paul Schackman (Docteur Van Kempen)
- Mark Fite (Getty)
- Katie A. Keane (Mère de Deke)
- Maximilian Osinski (Agent Davis)
- Shontae Saldana (Candice Lee)

### Épisode 14:Dr Leopold et Mr Fitz
- États-Unis /  Canada : 23 mars 2018 sur ABC / CTV
- France : 5 novembre 2018 sur Série Club
- Belgique : 7 décembre 2018 sur BeTV

- États-Unis : 2,07 millions de téléspectateurs[28] (première diffusion)
- Canada : 918 000 téléspectateurs[29] (première diffusion + différé 7 jours)

- Jeff Ward (en) (Deke Shaw)
- Catherine Dent (Générale Hale)
- Brian Patrick Wade (Carl Creel)
- Zach McGowan (Anton Ivanov)
- Briana Venskus (Agent Piper)
- Peter Mensah (Qovas)

### Épisode 15:Telle mère, telle fille
- États-Unis /  Canada : 30 mars 2018 sur ABC / CTV
- France : 5 novembre 2018 sur Série Club

- États-Unis : 1,88 million de téléspectateurs[30] (première diffusion)

- Dove Cameron (Ruby Hale)
- Joey Defore (Von Strucker jeune)
- Catherine Dent (Générale Hale)
- Reed Diamond (Daniel Whitehall)
- Adam Faison (Jasper Sitwell jeune)
- Jack Fisher (George Talbot)
- Raquel Gardner (Carla Talbot)
- Lyn Alicia Henderson (Docteur Ford)
- Alyssa Jirrels (Hale jeune)
- Rocky McMurray (Général Fischer)
- Peter Mensah (Qovas)
- Adrian Pasdar (Brigadier-Général Glenn Talbot)
- Graham Sibley (Professeur Steger)

### Épisode 16:Les voix intérieures
- États-Unis /  Canada : 6 avril 2018 sur ABC / CTV
- France : 5 novembre 2018 sur Série Club

- États-Unis : 2,08 millions de téléspectateurs[31] (première diffusion)

- Jeff Ward (en) (Deke Shaw)
- Dove Cameron (Ruby Hale)
- Spencer Treat Clark (Werner Von Strucker)
- Catherine Dent (Générale Hale)
- Lola Glaudini (Polly Hinton)
- Lexy Kolker (Robin Hinton)
- Maximilian Osinski (Agent Davis)
- Adrian Pasdar (Brigadier-Général Glenn Talbot)
- Brian Patrick Wade (Carl Creel)
- Ruth Negga (Raina)
- David Conrad (Ian Quinn)

### Épisode 17:La Lune de miel
- États-Unis /  Canada : 13 avril 2018 sur ABC / CTV
- France : 12 novembre 2018 sur Série Club

- États-Unis : 1,82 million de téléspectateurs[32] (première diffusion)

- Adrian Pasdar (Brigadier-Général Glenn Talbot)
- Jeff Ward (en) (Deke Shaw)
- Briana Venskus (Agent Piper)
- Catherine Dent (Générale Hale)
- Zach McGowan (Anton Ivanov)
- Spencer Treat Clark (Werner Von Strucker)
- Dove Cameron (Ruby Hale)
- Raquel Gardner (Carla Talbot)
- Shontae Saldana (Candice Lee)
- Maximilian Osinski (Agent Davis)
- Aaron Fili (Scientifique)

### Épisode 18:Soumission
- États-Unis /  Canada : 20 avril 2018 sur ABC / CTV
- France : 12 novembre 2018 sur Série Club

- États-Unis : 1,67 million de téléspectateurs[33] (première diffusion)

- Adrian Pasdar (Brigadier-Général Glenn Talbot)
- Jeff Ward (en) (Deke Shaw)
- Catherine Dent (Générale Hale)
- Brian Patrick Wade (Carl Creel)
- Spencer Treat Clark (Werner Von Strucker)
- Dove Cameron (Ruby Hale)
- Shontae Saldana (Candice Lee)
- Lola Glaudini (Polly Hinton)
- Lexy Kolker (Robin Hinton)
- Peter Mensah (Qovas)
- Dominic Daniel (Agent Wahl)
- Brent Bailey (Agent Thomas)
- Aaron Fili (Scientifique)

### Épisode 19:Je peux tout arranger
- États-Unis /  Canada : 27 avril 2018 sur ABC / CTV
- France : 12 novembre 2018 sur Série Club

- États-Unis : 1,68 million de téléspectateurs[34] (première diffusion)

- Adrian Pasdar (Brigadier-Général Glenn Talbot)
- Maximilian Osinski (Agent Davis)
- Jeff Ward (en) (Deke Shaw)
- Briana Venskus (Agent Piper)
- Peter Mensah (Qovas)
- Jake Busey (Tony Caine)
- Patrick Warburton (Général Rick Stoner)
- Dominic Daniel (Agent Wahl)
- Chen Tang (Agent Kim)
- Brent Bailey (Agent Thomas)

### Épisode 20:L'ivresse du pouvoir
- États-Unis /  Canada : 4 mai 2018 sur ABC / CTV
- France : 19 novembre 2018 sur Série Club

- États-Unis : 1,65 million de téléspectateurs[35] (première diffusion)

- Adrian Pasdar (Brigadier-Général Glenn Talbot / Graviton)
- Maximilian Osinski (Agent Davis)
- Jeff Ward (en) (Deke Shaw)
- Briana Venskus (Agent Piper)
- Catherine Dent (Générale Hale)
- Peter Mensah (Qovas)
- Craig Parker (Taryan)
- Nayo Wallace (Estella)
- Darwin Shaw (Qolpakc)
- Gabriel Hogan (Crixon)
- Andres Saenz-Hudson (Qajax)
- E.R. Ruiz (Magei)
- Matthew Foster (Joqo)

- Lorsque Talbot, Qovas et Taryan discutent en tête-à-tête, ce dernier évoque l'arrivée imminente de Thanos au Wakanda et le fait que son armée est déjà là. L'épisode se passe donc en parallèle de la bataille entre les tribus du Wakanda alliées aux Avengers restants et les forces de Thanos menées par ses Enfants, montrée dans Avengers: Infinity War.
- L'épisode réalise la pire performance historique de la série.

### Épisode 21:Dilemme
- États-Unis /  Canada : 11 mai 2018 sur ABC / CTV
- France : 19 novembre 2018 sur Série Club

- États-Unis : 1,94 million de téléspectateurs[36] (première diffusion)

- Adrian Pasdar (Brigadier-Général Glenn Talbot / Graviton)
- Maximilian Osinski (Agent Davis)
- Jeff Ward (en) (Deke Shaw)
- Brian Patrick Wade (Carl Creel)
- Peter Mensah (Qovas)
- Lola Glaudini (Polly Hinton)
- Raquel Gardner (Carla Talbot)
- Lexy Kolker (Robin Hinton)
- Jack Fisher (George Talbot)
- Chen Tang (Agent Kim)
- Craig Parker (Taryan)

### Épisode 22:Une vie de héros
- États-Unis /  Canada : 18 mai 2018 sur ABC / CTV
- France : 19 novembre 2018 sur Série Club

- États-Unis : 1,88 million de téléspectateurs[37] (première diffusion)
- Canada : 972 000 téléspectateurs[38] (première diffusion + différé 7 jours)

- Adrian Pasdar (Brigadier-Général Glenn Talbot / Graviton)
- Maximilian Osinski (Agent Davis)
- Jeff Ward (en) (Deke Shaw)
- Briana Venskus (Agent Piper)
- Lola Glaudini (Polly Hinton)
- Lexy Kolker (Robin Hinton)
- Kurt Koehler (Officier Zbyszewski)
- Eva La Dare (Jan)